# 장 1세 달랑송 공작

페르슈 백작의 문장.

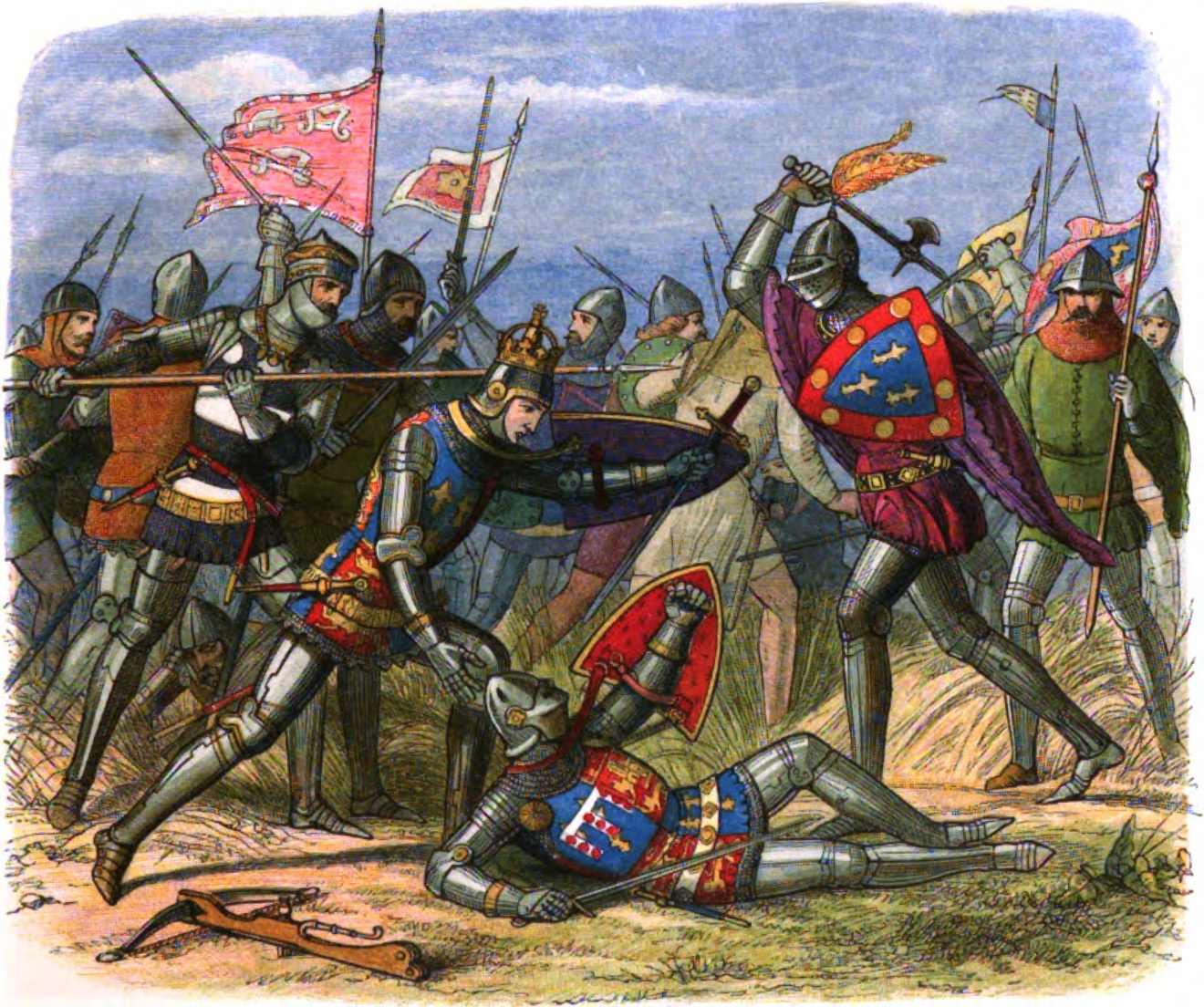
아쟁쿠르 전투에서 요크 공작 에드워드와 잉글랜드 국왕 헨리 5세와 맞서 싸우는 장 1세 달랑송.

장 1세 달랑송(프랑스어: Jean Ier d'Alençon, 1385년 - 1415년 10월 15일)은 프랑스의 왕족이다.
장은 에세 성에서 피에르 2세 달랑송과 마리 드 샤마이야르(Marie de Chamaillard)의 아들로 태어났다. 1404년에 그는 아버지가 지니던 알랑송, 페르슈 백작 작위를 계승하였다. 그는 1414년에 백작 작위를 공작 작위로 만들어냈다.
그는 아쟁쿠르 전투에서 프랑스 제2대열을 이끌었다. 잉글랜드군이 제1 대열을 붕괴시키자, 그는 반격을 실시했다. 그는 요크 공작 에드워드를 사살시키고 글로스터 공작 험프리에게 큰 상처와 잉글랜드의 헨리 5세의 왕관의 장식을 잘라낸것으로 명성을 얻었으나, 왕의 경호원들에게 붙잡혀 항복하기 이전에 웨일즈 출신 귀족 다피드 갬에게 사살되었다.

## 가족
1396년, 그는 부르타뉴 공작 장 4세 드 몽포르의 딸 마리 드 부르타뉴 (1391년–1446년)와 혼인했다. 그들 사이에서 5명의 자녀가 있었다:
1. 피에르 달랑송(Pierre d'Alençon, 1407년 – 1408년)
2. 장 2세 달랑송 (1409년–1476년)
3. 마리 달랑송(Marie d'Alençon, 1410년 – 1412년)
4. 잔 달랑송(Jeanne d'Alençon, 1412년 – 1420년)
5. 샤를로트 달랑송(Charlotte d'Alençon, 1413년 – 1435년)

| 장 1세 달랑송 공작 발루아알랑송 가문출생: 1385년 |                       |                  |
| 이전 피에르 2세                                  | 알랑송 백작 1404–1414 | 이후 알랑송 공작 |
| 이전 피에르 2세                                  | 페르슈 백작 1404–1415 | 이후 장 2세      |
| 새 칭호                                          | 알랑송 공작 1414–1415 | 이후 장 2세      |